# Мямлін Сергій Віталійович
Мямлін Сергій Віталійович [Архівовано 27 квітня 2017 у Wayback Machine.] – доктор технічних наук, професор, академік Транспортної академії України, академік Підйомно-транспортної Академії наук України, Почесний залізничник, Лауреат Державної премії України в галузі науки і техніки, Заслужений діяч науки і техніки України, проректор з наукової роботи, Дніпропетровського національного університету залізничного транспорту імені академіка В. Лазаряна (тепер - Український державний університет науки і технологій).

## Бібліографічний нарис
Сергій Віталійович народився 28 травня 1964 року в м. Санкт-Петербург. Батько – Мямлін Віталій Васильович. Отримав вищу освіту в Дніпропетровському інституті інженерів залізничного транспорту (ДІІТ). Почав трудову діяльність з посади майстра вагонного депо, закінчив – начальником служби вагонного господарства Придніпровської залізниці. Лауреат Премії Ради Міністрів СРСР. Мати – Мямліна Лариса Сергіївна. Закінчила філологічний факультет Ленінградського державного університету, працювала викладачем російської мови та літератури в середній школі та головою предметної комісії в залізничному технікумі.
Сергій Віталійович з 1971 по 1981 рік навчався в середній школі № 51 в м. Дніпропетровську. У 1981 році після закінчення середньої школи вступив до Дніпропетровського інституту інженерів залізничного транспорту імені М. І. Калініна (нині – Дніпропетровський національний університет залізничного транспорту імені академіка В. Лазаряна) на спеціальність «Вагонобудування та вагонне господарство», який закінчив з відзнакою 1986 року.
У 1986–1998 роках проходить трудовий шлях від інженера до старшого наукового співробітника та завідувача лабораторії в Галузевій науково-дослідній лабораторії динаміки та міцності рухомого складу (ГНДЛ ДМРС) Дніпропетровського національного університету залізничного транспорту імені академіка В. Лазаряна, з 1998 по 2000 рік обіймає посаду начальника Науково-дослідної частини, а з 2001 року по теперішній час – проректор з наукової роботи.
Під час роботи у лабораторії закінчив аспірантуру. Займався організацією та проведенням теоретичних досліджень динамічних та міцносних якостей різних типів рухомого складу: колійна техніка, рефрижераторні вагони, пасажирські та вантажні вагони. Наукові інтереси в цей період були пов'язані з удосконаленням конструкції візків вантажних та пасажирських вагонів, а також з дослідженнями впливу магнітно-імпульсного поля на параметри металевих деталей рухомого складу. В цей період Мямлін С. В. за дорученням керівництва співпрацює з Інститутом фізики твердого тіла Академії наук Республіки Білорусь. Разом з групою активістів в середині 90-х років займався створенням системи сертифікації на залізничному транспорті України. Та вперше в історії університету під його керівництвом ГНДЛ ДМРС отримала статус випробувальної лабораторії в системі сертифікації України УкрСЕПРО та здобула відповідний атестат акредитації. Також в цей період вдалося укласти перші договори на виконання досліджень міцностних якостей та ресурсних характеристик з німецьким підприємством Вагонбау Дессау і договір на виготовлення тренажерного комплексу машиніста локомотива для Дослідницького центра Іранських залізниць. Виконував обов'язки технічного секретаря комісії незалежних експертів з розслідування аварій на залізничному транспорті.
В 1995 році захистив кандидатську дисертацію на тему «Удосконалення конструкції візків вантажних вагонів для перспективних умов експлуатація» за спеціальністю 05.22.07 – рухомий склад залізниць та тяга поїздів, у 2004 році – докторську дисертацію за темою «Поліпшення динамічних якостей рейкових екіпажів шляхом удосконалення параметрів ресорного підвішування» за спеціальністю 05.22.07 – рухомий склад залізниць та тяга поїздів.
В 2001 році присвоєно вчене звання старшого наукового співробітника зі спеціальності «Рухомий склад залізниць та тяга поїздів», в  2004 році – вчене звання доцента, в 2005 році – вчене звання професора.
Академік Транспортної академії України (2005), академік Підйомно-транспортної Академії наук України (2006). 
Основні напрямки наукових досліджень: створення наукових основ удосконалення конструкцій рейкових екіпажів, теоретичні та експериментальні дослідження динаміки та міцності рейкових екіпажів, створення нових конструкцій вагонів та візків, взаємодія рухомого складу і колії, моделювання динамічної навантаженості рейкових екіпажів, безпека руху, знос колісних пар і рейок, розробка та випробування нових конструкцій візків різних типів рейкових екіпажів, в тому числі швидкісних та високошвидкісних пасажирських вагонів, визначення оптимальних параметрів ресорного підвішування візків рейкових екіпажів, удосконалення технології ремонту та технічного обслуговування рухомого складу залізниць та промислового транспорту, сертифікація та стандартизація на залізничному транспорті, удосконалення економічної теорії та методів економічного аналізу, розробка наукових основ створення високоефективної національної економіки.
В 2002 року на базі Науково–дослідного інституту рухомого складу, колії та транспортних споруд за ініціативи Мямліна С. В. був створений Випробувальний центр університету, основна діяльність якого спрямована на організацію виконання комплексних експериментальних робіт на замовлення, в першу чергу, закордонних підприємств. До яких слід віднести: Регістр з сертифікації на федеральному залізничному транспорті Російської Федерації та Литовські залізниці. З 2002 року Випробувальний центр акредитується на проведення сертифікаційних випробувань залізничної техніки в країнах СНД та Балтії. 
Під керівництвом Мямліна С. В. НДІ рухомого складу, колії і транспортних споруд та Випробувальний центр рухомого складу за останні 5 років розширили географію замовників та спектр робіт, що виконуються.
В 2005 році за роботу «Розробка, створення, освоєння виробництва та впровадження сімейства моделей вітчизняних сучасних пасажирських вагонів для швидкісних перевезень» разом з фахівцями та вченими ВАТ «Крюківський вагонобудівний завод» (ВАТ «КВБЗ»), Українського науково-дослідного інституту вагонобудування (УкрНДІВ), Інституту електрозварювання ім. Є. О. Патона, НВП «Хартрон-Експрес» отримав Державну премію України в галузі науки і техніки.
На той час Дніпропетровський національний університет залізничного транспорту ім. акад. В. Лазаряна був головною науковою організацією з питань пасажирських вагонів. Тому разом з фахівцями УкрНДІВ під керівництвом Мямліна С. В. було проведено ряд науково-дослідних робіт, спрямованих на створення зовнішності майбутнього українського пасажирського вагона, розроблено технічні вимоги до його проектування, виконано великий обсяг теоретичних досліджень з визначення динамічних характеристик проектованих пасажирських вагонів та порівняння динаміки різноманітних типів пасажирських вагонів на візках різних конструкцій, що дало змогу визначитися з конструкцією базової моделі пасажирського вагона та підібрати оптимальні параметри та конструктивну схему швидкісного візка з можливістю руху понад 200 км/год.
Фахівцями ВАТ «КВБЗ» і УкрНДІВ проведений великий обсяг розрахунків з використанням програмного забезпечення. Експертизу всіх розрахунків проводили вчені ДІІТу. Було також розроблено новий вітчизняний швидкісний візок для перспективних швидкісних ліній, який успішно пройшов динамічні ходові та міцносні випробування і зараз експлуатується на залізницях України.
Практично щорічно з дня заснування університету проводилася студентська наукова конференція з проблем залізничного транспорту. З 2005 року за ініціативи Мямліна С. В. було змінено формат конференції на Міжнародну науково-практичну конференцію “Проблеми та перспективи розвитку залізничного транспорту”, в рамках якої проводиться виставка наукових досягнень «Залізнична техніка і технології перевезень» за участю наукових підрозділів університету, виробничих підприємств України.
Професор Мямлін С. В. з 2004 року керує роботою аспірантів та докторантів. Під його керівництвом підготовлено 23 науковця, з яких 8 докторів технічних наук та 15 кандидатів технічних та економічних наук.

## Громадська діяльність
Мямлін С. В. активно займається громадською діяльністю. Як фахівець у галузі вагонобудування він є членом галузевих вітчизняних та міжнародних рад:
- заступник голови Міжнародного науково-технологічного комплексу Ради з залізничного транспорту держав-учасників Співдружності, залізничних адміністрацій Латвійської Республіки, Литовської Республіки, Естонської Республіки;
- член Науково-технічної ради Міністерства інфраструктури України;
- член Науково-технічної ради Головного управління вагонного господарства Укрзалізниці;
- співголова науково-технічної комісії з питань розробки та організації виконання заходів зменшення зносу пари «колесо-рейка»;
- член міжвідомчих приймальних комісій з приймання сучасної залізничної техніки.
Як науковець:
- член Науково-технічної ради ДП «УкрНДІВ»;
- член Експертної ради ДАК МОН України;
- член експертної ради з держбюджетних науково-дослідних робіт за секцією «Авіатехніка та транспорт» МОН України, голова експертної ради університету,
- член спеціалізованих вчених рад з захисту докторських та кандидатських дисертацій в Дніпропетровському національному університеті залізничного транспорту університету ім. академіка В. Лазаряна та Східноукраїнському національному університеті ім. В.Даля;
- головний редактор наукового журналу «Наука та прогрес транспорту. Вісника Дніпропетровського національного університету залізничного транспорту  університету ім. академіка В. Лазаряна»;
- головний редактор науково-практичного журналу «Залізничний транспорт України»;
- член редакційної колегії міжнародного інформаційного науково-технічного журналу «Вагонний парк»;
- член редакційної колегії науково-технічного журналу «Східно-Європейський журнал передових технологій" 
(https://journals.uran.ua/eejet/Myamlin)
Як різностороння та допитлива людина має хобі:
- мисливство та риболовля;
- художня та наукова література;
- садівництво;
- спорт (теніс, плавання).

## Нагороди, відзнаки, рік отримання
- Почесна грамота Міністерства транспорту України (2002)
- Лауреат Державної премії України в галузі науки і техніки (2005)
- «Почесний працівник транспорту» (2005)
- Почесна грамота Державної адміністрації залізничного транспорту України за вагомий особистий внесок у реалізацію програми щодо зменшення наднормативного зносу коліс та рейок на залізницях України, завдяки чому ліквідовано загрозу технічної непридатності рейкової колії та коліс рухомого складу до забезпечення перевезень зі встановленими швидкостями, значно зменшено експлуатаційні витрати залізниць (2006)
- «Почесний залізничник» (2007)
- Відзнака «Гідність і честь» ІІ ступеня Голови Адміністрації Державної спеціальної служби транспорту України (2008)
- Знак «Залізнична слава» ІІІ ступеня (2009)
- Грамота Верховної Ради України за заслуги перед народом України (2009)
- «Заслужений діяч науки і техніки України» (2016)
- Почесний знак «150 років з початку будівництва Одеської залізниці (лінія Одеса-Балта)» (2013)
- Грамоти Фонду соціального захисту, підтримки і допомоги вченим України та членам їх сімей за книгу «Научные основы создания пассажирских вагонов для скоростных перевозок» (разом зі співавтором Приходько Володимиром Івановичем), яка посіла І місце у номінації «Монографії» у  Обласному міжвузівському конкурсі – 2012 р. та декілька монографій та посібників  у конкурсі 2017 року за «Кращі наукові, навчальні, навчально-методичні та художньо-публіцистичні видання» (2012, 2017).  С. В. Мямлін більше 30 років працює в ДІІТі, є автором понад 900 наукових праць, в тому числі 8 монографій, більше 700 статей та тез доповідей, методичних рекомендацій, 18 авторських свідоцтв, 87 патентів. Велику увагу він приділяє підвищенню наукового рівня і якості підготовки спеціалістів, впровадженню інноваційних технологій в наукові дослідження. Його діяльність тісно пов’язується з виробництвом, прагненням до впровадження нових наукових результатів і досягнень з метою подальшого розвитку промисловості та залізничного транспорту.   Мямлін С. В. ставить перед собою широкомасштабні цілі та задачі, направлені на розвиток університету, транспортної галузі, економіки країни.

## Основні дати життя та діяльності вченого
Сергій Віталійович Мямлін народився 28 травня 1964 р. в м. Санкт-Петербург.
1981–1986 рр. навчався в Дніпропетровському інституті залізничного транспорту (зараз – Дніпропетровський національний університет залізничного транспорту імені аккадеміка В. Лазаряна).
1986–1998 рр. працював в Галузевій науково-дослідній лабораторії динаміки та міцності рухомого складу ДІІТу інженером, старшим науковим співробітником, завідувачем лабораторії.
1995 р. захистив кандидатську дисертацію.
1998–2000 рр. начальник Науково-дослідної частини університету.
з 2001 р. проректор з наукової роботи.
2002 р. нагороджений Почесною грамотою Міністерства транспорту України.
2004 р. захистив докторську дисертацію.
2004 р. присвоєне вчене звання доцента по кафедрі «Теоретична механіка».
2005 р. присвоєне вчене звання професора по кафедрі «Теоретична механіка».
2005 р. присвоєне звання «Почесний працівник транспорту».
2005 р. академік Транспортної академії України.
2005 р. Указом Президента України присвоєне звання Лауреата Державної премії України в галузі науки і техніки.
2006 р. академік Підйомно-транспортної академії наук України.
2006 р. нагороджений Почесною грамотою Державної адміністрації залізничного транспорту України.
2007 р. присвоєне звання «Почесний залізничник».
2008 р. нагороджений відзнакою «Гідність і честь» ІІ ступеня Голови Адміністрації Державної спеціальної служби транспорту.
2009 р. нагороджений Грамотою Верховної Ради України.
2009 р. нагороджений знаком «Залізнична Слава» ІІІ ступеня.
2012 р. присвоєно звання Заслуженого діяча Транспортної академії України.
2013 р. нагороджений Почесним знаком «150 років з початку будівництва Одеської залізниці (лінія Одеса-Балта)». 
2016 р. Указом Президента України присвоєне звання «Заслужений діяч науки і техніки України».